# NGC 1513
NGC 1513 is een open sterrenhoop in het sterrenbeeld Perseus. Het hemelobject werd op 28 december 1790 ontdekt door de Duits-Britse astronoom William Herschel.

## Synoniemen
- OCL 398